# 陳汝麟
陳汝麟（？—？），字仁夫，號惺原，直隸徐州衛人，官籍，明朝政治人物。

## 生平
萬曆十年壬午科應天府鄉試第一百十六名，萬曆十一年（1583年）癸未科會試第二百八十五名，登三甲第一百八十二名進士。刑部觀政，本年授河南長葛縣知縣，十三年調任浙江嘉兴县知县，十四年丁憂。二十年調簡，補清平縣，二十一年升南工部主事，二十二年告病。二十四年補原职，二十五年荆州抽分，二十七三月升工部署员外郎，升都水司署郎中，管通惠河道，二十八年二月升浙江佥事、管杭严道事，四月调任杭严道。三十三年京察闲住。

## 家族
曾祖陳鑑，曾任百戶；祖父陳輊，曾任百戶；父陳永康，曾任鎮撫。母劉氏（封安人）。